# Strzyżów Zachodni
Strzyżów Zachodni (początkowo: Strzyżów Zachód) – przystanek kolejowy w Strzyżowie, w województwie podkarpackim, w Polsce.
4 października 2021 roku ogłoszono przetarg na budowę przystanku. Do inwestycji wybrano Przedsiębiorstwo Napraw i Utrzymania Infrastruktury Kolejowej w Krakowie z którym umowę podpisano 4 lutego 2022 roku. Oddany do użytku 3 września 2023.